# Palazzo Morosini Gatterburg

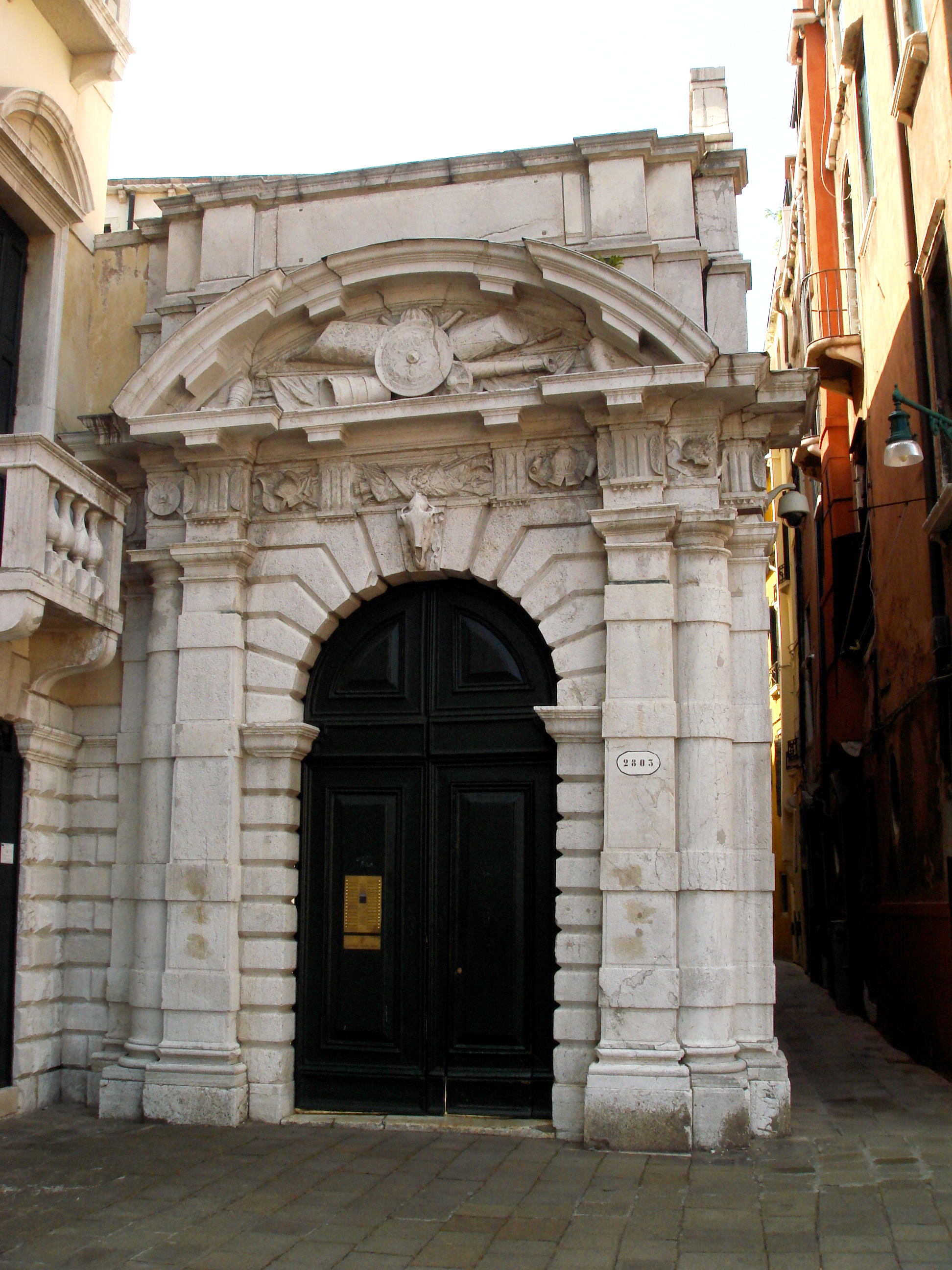
Portal zum Palazzo Morosini Gatterburg

Palazzo Morosini Gatterburg, auch Palazzo Morosini a Santo Stefano, ist ein Palast in Venedig in der italienischen Region Venetien. Er liegt im Sestiere San Marco am Campo Santo Stefano gegenüber dem Palazzo Loredan. Seine Rückseite zeigt zum Rio del Santissimo.

## Geschichte
Den Palast kaufte die Familie Morosini 1628. Francesco Morosini, der wegen seiner Siege gegen Osmanen in „Morea“ (wie ein Teil Griechenlands bei den Venezianern hieß) „Der Peloponnesier“ genannt wurde und von 1688 bis 1694 Doge war, ließ den Palast ursprünglich renovieren. Im 19. Jahrhundert gehörte er immer noch einer Nachfahrin der Familie, Lauredana Morosini Gatterburg, aber 1884 wurden viele der Besitzungen verkauft und weitere kamen in den Besitz des Museo Correr. Die Holzvertäfelung und die Möbel eines der Räume kann man heute im Isabella Stewart Gardner Museum in Boston sehen.
Im Palast finden sich auch heute noch originale Stuckverzierungen und Fresken mythologischer Themen in der ehemaligen Ausstellungshalle der geraubten Kunstwerke aus „Morea“. Ebenfalls gibt es dort Fresken, die für die Hochzeit von Francesco Morosini mit Paulina Mocenigo 1688 gefertigt wurde. Heute gehört der Palast der Assicurazioni Generali und dient als Ausstellungsraum für ihre Sammlungen.
Noch 1802 fanden auf dem Platz vor dem Palast Stierkämpfe statt. Früher gab es Porträts von acht Dogen aus der Familie Morosini, ebenso wie von Tomasina Morosini (ca. 1250–1300), Königin von Ungarn und Costanza Morosini, Königin von Kroatien.